# ケノーランド大陸
ケノーランド大陸（ケノーランドたいりく、Kenorland）は、新太古代の27億2000万年前に形成されたと考えられている超大陸。のちのローレンシア大陸（現在の北アメリカとグリーンランドの核）・バルティカ大陸（現在のスカンジナビアとバルト海）・西オーストラリア・カラハリア陸塊で構成された。新太古代の安定陸塊の付着成長と、大陸地殻の形成によって出来たと考えられている。

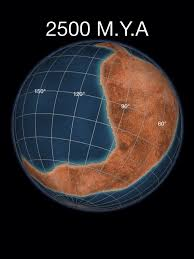
25億年前のケノーランド大陸の地図

火成岩性岩脈と古地磁気、層序学上の研究分析などでこのプレート移動の再構成推定が可能になった。ケノーランドの中心であるバルト楯状地の痕跡は31億年前に遡る。イルガーン地塊（現在の西オーストラリア）には44億年前に遡るジルコン結晶が含まれる。